# Вулиця Сонячна (Львів)
Вулиця Сонячна — вулиця у Франківському районі міста Львова, в місцевості Кульпарків. Сполучає вулиці Лук'яна Кобилиці та Михайла Бойчука. Прилучається вулиця Ярослави Музики.

## Історія та забудова
Точна дата виникнення вулиці невідома, ймовірно, вулиця Сонячна прокладена наприкінці 1950-х років, коли формувалася вулична мережа сучасного Кульпаркова. Офіційну назву вулиці зафіксовано у 1975 році.
Вулиця Сонячна забудована переважно одноповерховими садибами 1950-х—1960-х років, а також споруджено декілька п'ятиповерхівок у 1990-х роках.

## Цікавий факт
До 1950 року назву Сонячна мала нинішня вулиця Пантелеймона Куліша.